# Heart (canción de Pet Shop Boys)
«Heart» es una canción del dúo de synthpop británico Pet Shop Boys, incluida en su álbum Actually y lanzada posteriormente como sencillo, el 21 de marzo de 1988. Fue #1 en las UK Singles Chart durante tres semanas seguidas en abril de ese año, convirtiéndose en su cuarto y último sencillo en el top-chart, hasta la fecha, en el Reino Unido.El dúo la había escrito inicialmente para ser interpretada por otros artistas como la cantante Madonna, pero al final se la quedaron para ellos.

## Canción
Escrita por Chris Lowe y Neil Tennant, Heart fue el cuarto y último sencillo del dúo para su segundo álbum de estudio, Actually de 1988. En marzo del mismo año se lanzó una nueva mezcla, diferente a la versión del álbum, que subió al primer lugar de las listas que lo convirtió en su cuarto, y hasta la fecha último número uno en Reino Unido. También fue un gran éxito en toda Europa.
La génesis de la canción se remonta a las sesiones de grabación de su primer álbum, Please, a principios de 1986, con Shep Pettibone. Originalmente, planearon ofrecersela a la cantante de Hi-NRG Hazell Dean y posteriormente a Madonna, pero finalmente se la guardaron para el grupo.
La canción estuvo destinada a ser utilizada en la película producida por Steven Spielberg, Innerspace (El chip prodigioso), pero la secuencia de baile para la que fue diseñada estaba en el tempo incorrecto para la canción. La canción se llamó originalmente "Heartbeat", pero la cambiaron después de que el batería de Culture Club, Jon Moss anunciara la formación del grupo Heartbeat UK.
Ellos consideran la letra como más tradicional que la mayoría de sus canciones, por ser una declaración directa de amor, una característica común en muchas canciones pop. En los comentarios para el DVD del directo de Pet Shop Boys, Cubism , Tennant revela que el estribillo "oh - ah - oh'oh ah" que se repite a lo largo de la canción presenta las voces de él mismo, Pavarotti y Wendy Smith (de Prefab Sprout).
Volvieron a grabar canción para el álbum Actually, produciendola Andy Richards, y  mezclada por Julian Mendelsohn. En esta versión de Richards, se utilizó un efecto wah-wah para la guitarra, lo que le dio a la canción un sonido más de los años 70.
A pesar de haber encabezado las listas de éxitos del Reino Unido durante tres semanas y haber sido un gran éxito mundial, el dúo tiende a descartarla en discos y giras. El propio  Lowe declaró en 2001: "Simplemente se demuestra que las posiciones en las listas no son el principio y el final. 'Heart' no esta en la misma liga que 'Being Boring'. Aun así, muchos seguidores valoran mucho la canción y  por ello Pet Shop Boys la ha interpretado en su gira mundial Fundamental de 1989 también en la gira Pandemonium de 2009 y 2010.
Cuándo el tema se incluyó en la colección retrospectiva PopArt, se utilizó la versión del álbum para el lanzamiento en Reino Unido, en lugar de la del sencillo original, que es la que tuvo más éxito y se desconoce la razón. En cambio la versión original del sencillo si fue incluida en la versión para EE UU.

## Videoclip
El videoclip fue dirigido por Jack Bond, el mismo director de la película de la banda It Couldn't Happen Here. Está basado en la película Nosferatu de 1922. El vídeo se rodó en el Castillo de Mokrice , Eslovenia, entonces una de las repúblicas de Yugoslavia.
La cinta comienza con Tennant y su novia (interpretada por Danijela Čolić-Prizmić) viajando en coche a un castillo (Castillo Mokrice ) con Lowe como su chófer. Cuando se acuesta con su novia, un vampiro, interpretado por Ian McKellen, les espía. Más tarde, seduce la novia y le muerde en el cuello. Finalmente, Lowe se lleva en el coche a Nosferatu y a la novia fuera del castillo, abandonando a Tennant y este observa amargamente como se van desde la ventana de la habitación.

## Lista de sencillos

### 7": Parlophone / R 6177 (Reino Unido)
1. "Heart" (sencillo) – 4:16
2. "I Get Excited (You Get Excited Too)" – 4:53

### 12": Parlophone / 12 R 6177 (Reino Unido)
1. "Heart" (disco mix) – 8:27
2. "I Get Excited (You Get Excited Too)" – 4:53
3. "Heart" (dance mix) – 6:08

- También fue lanzado MC (TCR 6177) y CD (CDR 6177)

### 12": Parlophone / 12 RX 6177 (Reino Unido)
1. "Heart" (12" remix) – 8:55
2. "Heart" (dub mix) – 5:15
3. "I Get Excited (You Get Excited Too)" – 4:53

## Posicionamiento en listas
| Listas (1988)                         | Máxima posición |
| ------------------------------------- | --------------- |
| Alemania (Offizielle Deutsche Charts) | 1               |
| Australia (ARIA)                      | 21              |
| Australia (Kent Music Report)         | 18              |
| Austria (Ö3 Austria Top 40)           | 3               |
| Bélgica (Flandes) (Ultratop 50)       | 6               |
| Canadá (RPM Dance/Urban)              | 1               |
| España (AFYVE)                        | 2               |
| Europa (European Singles Chart)       | 1               |
| Finlandia (Suomen virallinen lista)   | 1               |
| Francia (SNEP)                        | 36              |
| Irlanda (IRMA)                        | 1               |
| Italia (Italian Singles Chart)        | 18              |
| Nueva Zelanda (Recorded Music NZ)     | 1               |
| Noruega (VG-lista)                    | 6               |
| Países Bajos (Mega Single Top 100)    | 11              |
| Reino Unido (UK Singles Chart)        | 1               |
| Sudáfrica (Springbok)                 | 6               |
| Suecia (Sverigetopplistan)            | 9               |
| Suiza (Schweizer Hitparade)           | 1               |